# Fala Kelvina
Fala Kelvina – fala w oceanie lub atmosferze powstająca na skutek zaburzenia ruchu wody lub powietrza przez siłę Coriolisa, obserwowana w pobliżu linii brzegowej ląd-ocean lub na równiku.
Nazwa fali pochodzi od tytułu Lorda Kelvina, który w 1879 roku jako pierwszy opisał wpływ obrotu Ziemi na fale grawitacyjne w oceanie.

## Oceaniczne fale Kelvina
Długie fale w oceanie zachowują się inaczej niż fale na wodzie obserwowane w małej skali ze względu na obrót Ziemi. Równania opisujące ruch takiej fali dane są przez tzw. równania płytkiej wody.

### Brzegowe fale Kelvina
{\displaystyle {\begin{aligned}&{\frac {\partial u}{\partial t}}-fv=-g{\frac {\partial \eta }{\partial x}},\\[1ex]&{\frac {\partial v}{\partial t}}+fu=-g{\frac {\partial \eta }{\partial y}},\\[1ex]&{\frac {\partial \eta }{\partial t}}+H\left({\frac {\partial u}{\partial x}}+{\frac {\partial v}{\partial y}}\right)=0,\end{aligned}}}
gdzie:
{\displaystyle u} – prędkość równoległa do równoleżnika,
{\displaystyle v} – prędkość równoległa do południka,
{\displaystyle g} – przyspieszenie ziemskie,
{\displaystyle f} – parametr Coriolisa,
{\displaystyle \eta } – odchylenie od średniej wysokości {\displaystyle H} kolumny wody (głębokość morza),
Parametr Coriolisa dany jest jako:
{\displaystyle f=2\,\Omega \,\sin \phi ,}
gdzie:
{\displaystyle \Omega ={\frac {2\pi }{86164}}} – prędkość kątowa Ziemi,
{\displaystyle \phi } – szerokość geograficzna.
Brzeg morza stanowi barierę dla przepływu wody. Dla brzegu równoległego do równoleżnika (dla przykładu, w przybliżeniu polskie wybrzeże Bałtyku jest tak ułożone) przepływ wody jest także w kierunku równoleżnikowym, czyli {\displaystyle v=0,} wtedy:
{\displaystyle {\begin{aligned}&{\frac {\partial u}{\partial t}}=-g{\frac {\partial \eta }{\partial x}},\\[1ex]&fu=-g{\frac {\partial \eta }{\partial y}},\\[1ex]&{\frac {\partial \eta }{\partial t}}+H{\frac {\partial u}{\partial x}}=0.\end{aligned}}}
Rozwiązania zależą tylko od {\displaystyle y} i można je ogólnie zapisać w postaci:
{\displaystyle {\begin{aligned}{\begin{pmatrix}\eta \\u\end{pmatrix}}={\begin{pmatrix}\eta (y)\\u(y)\end{pmatrix}}\exp {i\left(kx-\omega t\right)}\end{aligned}}.}
Związek dyspersyjny jest dany przez {\displaystyle \omega ^{2}=gHk^{2}.} Prędkość grupową fali określa wzór: {\displaystyle c_{g}={\frac {\partial \omega }{\partial k}}={\sqrt {gH}},} prędkość fazową {\displaystyle c_{p}={\frac {\omega }{k}}={\sqrt {gH}}.} Prędkość grupowa i fazowa nie zależą od częstości i są sobie równe oznacza to, że fala nie ulega dyspersji.
Rozwiązanie równań daje:
{\displaystyle \eta (y)=\eta _{0}\exp {\left(-fy/{\sqrt {gH}}\right)}.}
Amplituda fal Kelvina zanika eksponencjalnie od brzegu z długością zaniku, nazywaną promieniem Rossby’ego {\displaystyle \rho _{R}={\sqrt {gH}}/f.} Promień Rossby'ego określa odległość od brzegu, gdzie siła Coriolisa wywiera istotny wpływ na charakterystykę fali.
Fale te są obserwowane w Jeziorze Ontario, czy też na kanale La Manche.

### Równikowe fale Kelvina
Podobne zjawisko zachodzi w oceanie tropikalnym wzdłuż równika, gdzie równik odgrywa rolę brzegu. Jeżeli następuje lokalne zwiększenie prędkości wiatru z kierunku zachodniego, wywoływany jest przepływ wody w oceanie z zachodu na wschód. Na samym równiku siła Coriolisa znika. Poza nim, na półkuli północnej, siła ta odchyla cząstki wody na prawo od kierunku przepływu – czyli w kierunku z północy na południe. Z drugiej strony na półkuli południowej następuje odchylenie cząstek wody na lewo od kierunku przepływu, czyli z południa na północ. Powoduje to konwergencję wody na równiku i eksponencjalny zanik jej amplitudy prostopadle do równika. Fala ta nazywa się falą Kelvina schwytaną równikowo (ang. equatorially trapped Kelvin waves). Fala Kelvina jest symetryczna względem równika, a cząstki wody oscylują równolegle do równika.

## Atmosferyczne fale Kelvina
Atmosferyczne fale Kelvina na równiku zostały opisane przez Matsuno w 1966 roku. Prędkość atmosferycznych fal Kelvina jest modyfikowana przez konwekcję w atmosferze i oddziaływanie z oceanem.